# 미타케구치역
미타케구치역(일본어: 御嵩口駅)은 일본 기후현 가니군 미타케정에 위치한 나고야 철도 히로미선의 철도역이다. 역 번호는 HM 09이며, 단선 승강장 1면 1선의 구조를 갖춘 지상역이다.

## 이용 현황
- 2013년 기준 : 336명

## 역 주변
- 국도 제21호선
- 미타케 정청 나카 출장소, 나카 공민관
- 모모이 병원

## 역사
- 1920년 8월 21일 : 도노 철도의 미타케역으로서 개업. 당시는 종착역.
- 1926년 9월 24일 : 도미 철도로 영업 양도.
- 1943년 3월 1일 : 나고야 철도가 도미 철도를 합병.
- 1952년 4월 1일 : 현재의 미타케 역까지 연장. 동시에 미타케구치역으로 역명 변경.
- 1963년 10월 1일 : 무인화.

## 인접 역
| 나고야 철도 히로미선     | 나고야 철도 히로미선 | 나고야 철도 히로미선     |
| ------------------------ | -------------------- | ------------------------ |
| HM 08 고도 이누야마 방면 | ■ 히로미선           | 미타케 HM 10 미타케 방면 |